# Женщины в Германии
Женщины в Германии — комплекс исследований о положении женщины в немецком обществе, а также система правил и норм, регулирующих взаимодействие женщины с социальными институтами. Традиционно доминантная роль в немецком обществе отводилась мужчине, однако в последнее время женщины играют всё более активную роль. В настоящее время Германия занимает 74 место из 164 стран по индексу равенства по половому признаку, уступая таким мусульманским странам как Объединённые Арабские Эмираты и Албания.

## История
Традиционная роль женщин в немецком обществе часто описывалась в немецком языке так называемыми «тремя K»: Kinder (дети), Kirche (церковь) и Küche (кухня), указывая, что их основной обязанности были рожать и воспитывать детей, заниматься религиозной деятельностью, и готовить и подавать еду. Однако их роли изменились в течение 20-го века. Получив право голоса в 1919 году, немецкие женщины начали играть активную роль, которую ранее исполняли мужчины. 

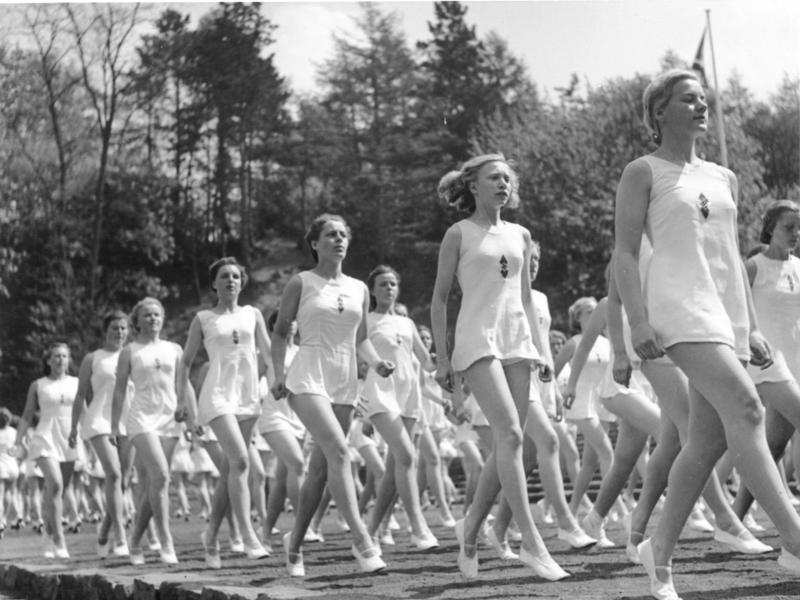
Гимнастки из Союза немецких девушек, 1941 год

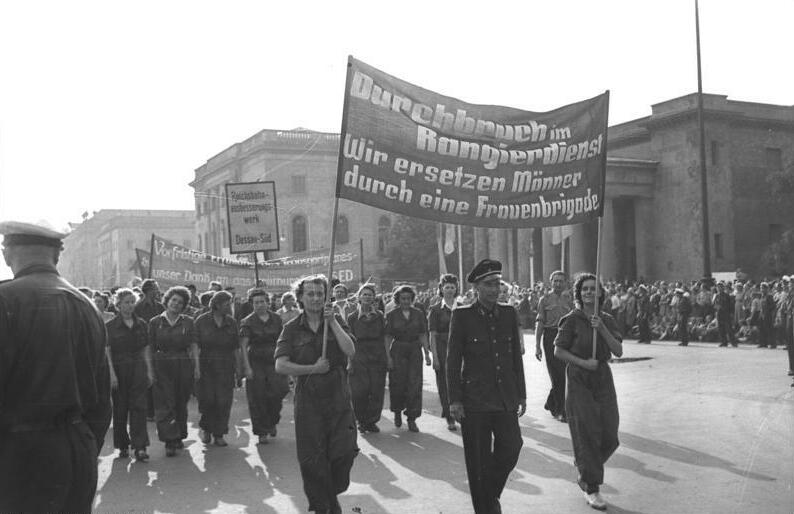
Женщины ГДР на демонстрации, 1952 год

После окончания Второй мировой войны важную роль играли «трюммерфрау», которые «заботились о раненых, хоронили мертвых, спасали домашний скарб», и участвовали в «нелёгкой деле восстановления разрушенной войной Германии», расчищая «обломки и руины войны».
Несмотря на консервативность во многих отношениях, Германия, тем не менее, отличается от других немецкоязычных регионов Европы, будучи гораздо более прогрессивной в отношении прав женщин на участие в политической жизни, по сравнению с соседней Швейцарией (где женщины получили право голоса в 1971 году на федеральном уровне и в 1990 году на уровне местных кантонов) и Лихтенштейна в 1984 году. В Германии также существуют сильные региональные различия, например, Южная Германия (особенно Бавария) более консервативна, чем другие части Германии. Особенно сильные изменения произошли после объединения Западной Германии с Восточной, где благодаря социалистической системе был создан более социально образованный и независимый тип женщин.

## Брачное и семейное право
Семейное право в Западной Германии до недавнего времени определяло подчиненную роль женщин по отношению к своим мужьям. В Восточной же Германии женщины имели больше прав.
- В 1958 году, после вступления в силу статьи конституции о равноправии, женщины Западной Германии получили право на получение водительского удостоверения без разрешения своих супругов
- В 1962 году женщины Западной Германии получили право на открытие своего банковского счёта без разрешения своего супруга.
- В 1972 году в Западной Германии была отменёна статья 218 1871 года о наказании за аборт.
- С 1973 году был реформирован Уголовный кодекс: статья «Принуждение к половому акту» была изменена на более строгую «Изнасилование», а «Непристойное поведение» стало «Сексуальным принуждением». В то же время само понятие «изнасилование» осталось прежним как внебрачное действие, и для мужей оставалась безнаказанным.
- С 1977 года замужние женщины Западной Германии получили право на трудоустройство без разрешения своих супругов.
- В 1997 году был изменён закон уголовного кодекса об изнасиловании. С этого года изнасилованием стало считаться любое принуждение к половому акту или к сексуальным действиям. До этого принуждение к половому акту в браке не считалось изнасилованием и преследовалось по более лёгким статьям, как например «причинение вреда здоровью» (статья 223 Уголовного кодекса Германии) или «принуждение» (статья 185 Уголовного кодекса Германии), и не наказывалось строго[1].